# Gare d'Alberton (Île-du-Prince-Édouard)
La  gare d’Alberton est une ancienne gare ferroviaire canadienne située à Alberton, dans l'ouest du Comté de Prince sur l'Île-du-Prince-Édouard.
Elle est mise en service en 1875 par la Prince Edward Island Railway (PEIR) (en) et fermée au service ferroviaire en 1971.
Le bâtiment voyageurs ouvert en 1905, préservé et réaffecté en bureau d'information touristique, est devenu en 2002 un « lieu patrimonial répertorié » de l'île.

## Histoire
La station alors dénommée « Cascumpeque » est mise en service le 8 mai 1875 par la compagnie Prince Edward Island Railway (PEIR) (en). Terminus nord de la ligne principale, elle dispose d'un bâtiment couvert.
Un débat à la Chambre des communes du Canada le 6 mai 1903 atteste à la nécessité de la gare. Le député Edward Hackett demande au gouvernement s'il a l’intention de construire une gare à Alberton cette année en briques (abondante à cet endroit) ; le Ministre des chemins de fer et des canaux lui répond que la construction d’une gare à Alberton est en considération. Si construite, la gare sera probablement en bois comme les autres gares de chemin de fer le sont, selon le Ministre .

## Patrimoine ferroviaire
La gare est répertoriée comme lieu patrimonial provincial par la Heritage Places Protection Act depuis 2002 . Il s’agit d’une des deux « gares en rocher » construites sur l’ile (l’autre étant la gare de Kensington) par l’architecte Charles B. Chappell. La gare est construite dans le style d’architecture édouardienne. La gare a servi aux besoins économiques d’Alberton jusqu’à sa fermeture en 1971 .
Depuis sa fermeture, elle sert de bureau d’information touristique et s’incorpore dans un espace vert appelé Stone Station Park avec des zones de pique-nique et des arbres d'ombrage .